# Yaotian (köpinghuvudort i Kina, Jiangxi Sheng, lat 27,13, long 115,62)
Yaotian är en köpinghuvudort i Kina. Den ligger i provinsen Jiangxi, i den sydöstra delen av landet, omkring 170 kilometer söder om provinshuvudstaden Nanchang. Antalet invånare är 22 200. Befolkningen består av 10 543 kvinnor och 11 657 män. Barn under 15 år utgör 22,0 %, vuxna 15-64 år 70 %, och äldre över 65 år 7,0 %.
Runt Yaotian är det ganska tätbefolkat, med 139 invånare per kvadratkilometer. Närmaste större samhälle är Tengtian, 6,8 km sydost om Yaotian. I omgivningarna runt Yaotian växer huvudsakligen savannskog.
Genomsnittlig årsnederbörd är 2 221 millimeter. Den regnigaste månaden är juni, med i genomsnitt 358 mm nederbörd, och den torraste är oktober, med 20 mm nederbörd.